# روجر اولسون
روجر اولسون هو لاعب هوكي الجليد سويدي، ولد في 30 يناير 1944 في فيستيروس في السويد.

## وصلات خارجية
- روجر اولسون على موقع Eurohockey.com (الإنجليزية)
- روجر اولسون على موقع أوليمبيديا (الإنجليزية)
- روجر اولسون على موقع اللجنة الأولمبية السويدية (السويدية)